# The Of-Course-I-Can Brothers
The Of-Course-I-Can Brothers è un cortometraggio muto del 1913 diretto da Hay Plumb.

## Trama
I dolori di un uomo coinvolto in una rissa sono sentiti anche dal suo gemello.

## Produzione
Il film fu prodotto dalla Hepworth.

## Distribuzione
Distribuito dalla Hepworth, il film - un cortometraggio di 175 metri - uscì nelle sale cinematografiche britanniche nel maggio 1913.
Fu distrutto nel 1924 dallo stesso produttore, Cecil M. Hepworth. Fallito, in gravissime difficoltà finanziarie, Hepworth pensò in questo modo di poter almeno recuperare il nitrato d'argento della pellicola.